# 28e Europese Filmprijzen
De 28e uitreiking van de Europese Filmprijzen (European Film Awards) waarbij prijzen werden uitgereikt in verschillende categorieën voor Europese films vond plaats op 12 december 2015 in Berlijn. De ceremonie werd gepresenteerd door Thomas Herrmanns. 
De prijs voor de hele carrière (Lifetime Achievement Award) ging naar Charlotte Rampling en Christoph Waltz werd gevierd voor zijn bijdrage aan de wereldcinema (European Achievement in World Cinema award). De European Co-Production Award - Prix Eurimages ging naar Andrea Occhipinti.

## Nominaties en winnaars
De nominaties werden op 7 november 2015 bekendgemaakt.

### Beste film
- Youth
  - En duva satt på en gren och funderade på tillvaron (A Pigeon Sat on a Branch Reflecting on Existence)
  - Mustang
  - The Lobster
  - Hrútar (Rams)
  - Victoria

### Beste regisseur
- Paolo Sorrentino — Youth
  - Małgorzata Szumowska — Ciało
  - Yorgos Lanthimos — The Lobster
  - Nanni Moretti — Mia madre
  - Roy Andersson — En duva satt på en gren och funderade på tillvaron
  - Sebastian Schipper — Victoria

### Beste actrice
- Charlotte Rampling — 45 Years
  - Margherita Buy — Mia madre
  - Laia Costa — Victoria
  - Alicia Vikander — Ex Machina
  - Rachel Weisz — Youth

### Beste acteur
- Michael Caine — Youth
  - Tom Courtenay — 45 Years
  - Colin Farrell — The Lobster
  - Christian Friedel — Elser
  - Vincent Lindon — La Loi du marché

### Beste scenario
- Yorgos Lanthimos & Efthimis Filippou — The Lobster
  - Radu Jude & Florin Lazarescu — Aferim!
  - Alex Garland — Ex Machina
  - Andrew Haigh — 45 Years
  - Roy Andersson — En duva satt på en gren och funderade på tillvaron
  - Paolo Sorrentino — Youth

### Beste cinematografie(Prix Carlo di Palma)
- Martin Gschlacht — Ich seh, Ich seh

### Beste montage
- Jacek Drosio — Ciało

### Beste productieontwerp
- Sylvie Olivé — Le Tout Nouveau Testament

### Beste kostuums
- Sarah Blenkinsop — The Lobster

### Beste filmmuziek
- Cat's Eyes — The Duke of Burgundy

### Beste geluid
- Vasco Pimentel & Miguel Martins — As Mil e Uma Noites

### Beste filmkomedie
- En duva satt på en gren och funderade på tillvaron (A Pigeon Sat on a Branch Reflecting on Existence)
  - La Famille Bélier
  - Le Tout Nouveau Testament

### Beste documentaire
- Amy
  - Dancing with Maria
  - The Look of Silence (Senyap)
  - A Syrian Love Story
  - Toto si surorile lui (Toto and His Sisters)

### Beste animatiefilm
- Song of the Sea
  - Adama
  - Shaun the Sheep

### Beste debuutfilm(Prix Fipresci)
- Mustang
  - Ich seh, Ich seh
  - Limbo
  - Slow West
  - Im Sommer wohnt er unten

### Beste kortfilm
| Film                                 | Regisseur                                                                                         | Land                          | Speeltijd | Nominatie          |
| ------------------------------------ | ------------------------------------------------------------------------------------------------- | ----------------------------- | --------- | ------------------ |
| El corridor                          | José Luis Montesinos                                                                              | Spanje                        | 12'       | Valladolid         |
| Dissonence                           | Till Nowak                                                                                        | Duitsland                     | 15'       | Berlijn            |
| E.T.E.R.N.I.T.                       | Giovanni Aloi                                                                                     | Frankrijk                     | 11'       | Venetië            |
| Field Study                          | Eva Weber                                                                                         | Verenigde Staten- Polen       | 20'       | Cork               |
| Fils du loup                         | Lola Quivoron                                                                                     | Frankrijk                     | 23'       | Locarno            |
| Kung Fury                            | David Sandberg                                                                                    | Zweden                        | 31'       | Vila do Conde      |
| Listen                               | Rungano Nyoni, Hamy Ramezan                                                                       | Denemarken- Finland- Colombia | 13'       | Tampere            |
| Our Body                             | Dane Komljen                                                                                      | Servië- Duitsland             | 15'       | Rotterdam          |
| Over                                 | Jörn Threlfall                                                                                    | Verenigd Koninkrijk           | 14'       | Bristol            |
| Picnic                               | Jure Pavlović                                                                                     | Kroatië                       | 13'       | Drama, Griekenland |
| Smile, and the World Will Smile Back | Abdelkarim al-Haddad, Ahmad al-Haddad, Diaa al-Haddad, Shada al-Haddad, Yoav Gross, Ehab Tarabieh | Israël- Palestina             | 21'       | Clermond-Ferrand   |
| Symbolic Threats                     | Lutz Henke, Mischa Leinkauf, Matthias Wermke                                                      | Duitsland                     | 15'       | Grimstad           |
| This Place We Call Our Home          | Sybilla Tuxen, Thora Lorentzen                                                                    | Denemarken                    | 30'       | Krakau             |
| The Translator                       | Emre Kayiş                                                                                        | Turkije- Verenigd Koninkrijk  | 23'       | Sarajevo           |
| Washingtonia                         | Konstantina Kotzamani                                                                             | Griekenland                   | 24'       | Gent               |

### Publieksprijs(People’s Choice Award)
- La isla minima
  - En duva satt på en gren och funderade på tillvaron
  - Turist
  - Leviathan
  - Samba
  - Qu'est-ce qu'on a fait au Bon Dieu?
  - The Imitation Game
  - The Salt of the Earth
  - Victoria
  - Fehér isten

### Young Audience Award
- Il ragazzo invisibile[3]
  - Min lilla syster
  - You're Ugly Too